# 20107 Nanyotenmondai
20107 Nanyotenmondai este un asteroid din centura principală de asteroizi.

## Descriere
20107 Nanyotenmondai este un asteroid din centura principală de asteroizi. A fost descoperit pe 28 august 1995 la Nanyo de Tomimaru Okuni. Asteroidul prezintă o orbită caracterizată de o semiaxă mare de 2,47 ua, o excentricitate de 0,13 și o înclinație de 5,0° în raport cu ecliptica.